# Jaklić-Stadion
Das Jaklić Stadion ist ein Stadion in Bugojno, Bosnien und Herzegowina. Es wurde in den 1980er Jahren gebaut und hat eine Zuschauerkapazität von 11.000 Zuschauern. Das Stadion mit Naturrasen und Rasenheizung wird derzeit vom NK Iskra Bugojno und für kleinere Festivals genutzt. Es liegt im Zentrum von Bugojno.

## Wasserproblem im Jahr 2012
Die städtische Kommunalfirma für Wasser hat dem Stadion im Juli 2012 das Wasser abgedreht, dadurch hatte das Stadion kein Wasser mehr und der Verein NK Iskra Bugojno geriet in ernste Probleme: Man konnte sich nun nicht duschen, Wasser trinken oder den Rasen bewässern. Das Problem wurde erst nach ein paar Monaten gelöst.

## Benutzer und regelmäßig stattfindende Veranstaltungen
- NK Iskra Bugojno
- Druga Liga FBiH